# Velocitat hipersònica

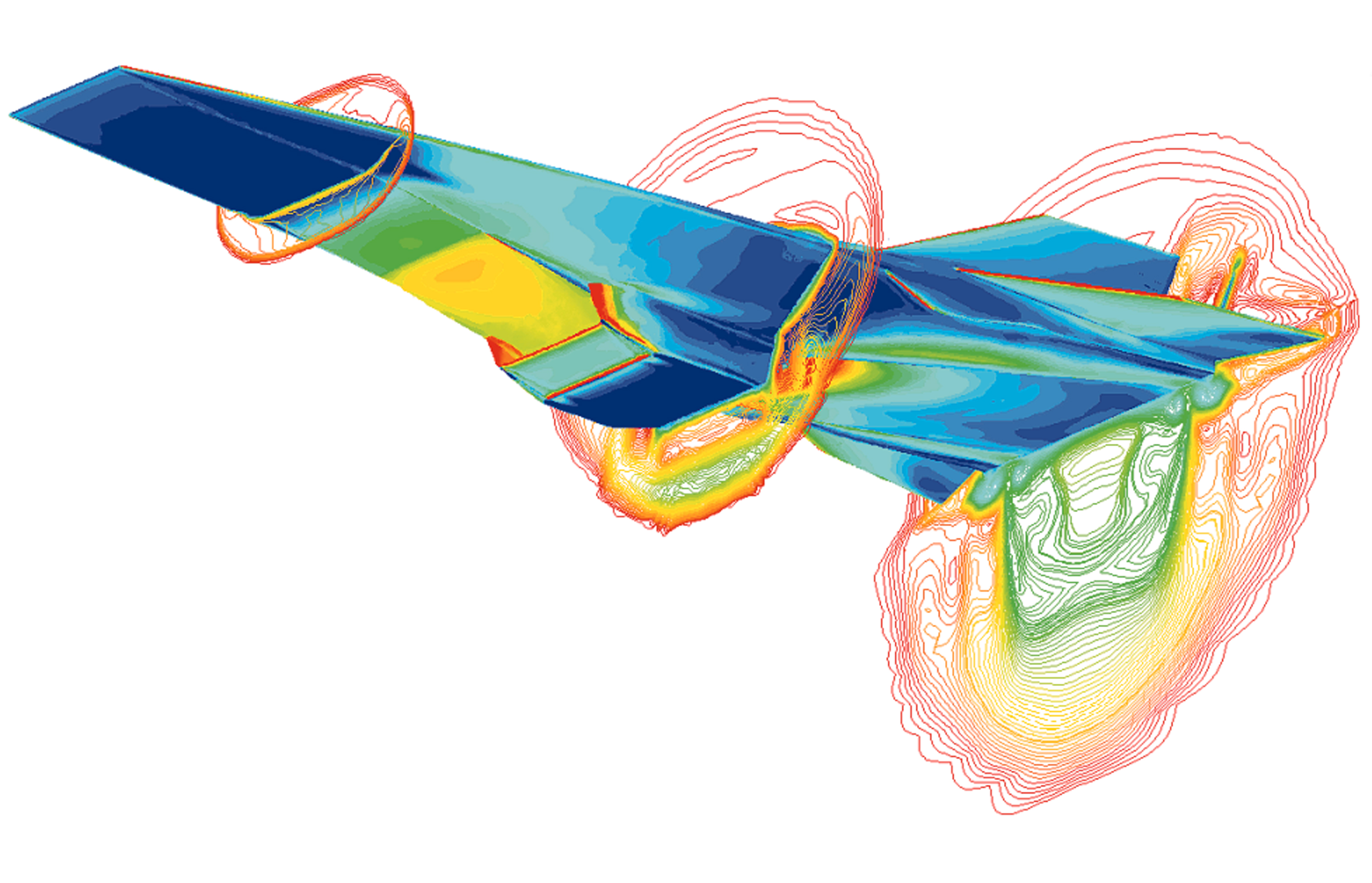
X-43 Scramjet a Mach 7.

En aerodinàmica, les velocitats hipersòniques són velocitats que són altament supersòniques. En general, es considera que aquest règim de flux s'assoleix en arribar a una velocitat de Mach 5 o més. El règim hipersònic és un sub-element del règim supersònic.
El règim de flux hipersònic s'aconsegueix quan es produeixen reaccions de dissociació molecular en el flux de gas: aquest últim pot ser localment tan calent que es crea un plasma. El gas doncs ja no pot ser considerat com un gas ideal. Llavors sovint es veuen modificades les propietats habituals del flux (capa límit, turbulència).

Simulació de velocitat hipersònica (Mach 5)

L'estudi dels fluxos hipersònics necessita túnels de vent. molt especials, o l'ús de codis de càlcul que requereixen que es tingui en compte la dissociació molecular.
Els fluxos hipersònics són interessants sobretot per a l'estudi dels fluxos trobats en el moment de la reentrada atmosfèrica:
1. al voltant de l'ogiva de míssils balístics;
2. al voltant de la llançadora o càpsules espacials.

## Característiques del flux
Mentre que la definició de flux hipersònic pot ser bastant imprecisa i generalment discutible (sobretot a causa de l'absència de discontinuïtat entre fluxos supersònics i hipersònics), un flux hipersònic es pot caracteritzar per certs fenòmens físics que ja no es poden descartar analíticament com el flux supersònic. La peculiaritat dels fluxos hipersònics són els següents:
1. Capa de xoc
2. Escalfament aerodinàmic
3. Capa d'entropia
4. Efectes dels gasos reals
5. Efectes de baixa densitat
6. Independència dels coeficients aerodinàmics amb el nombre Mach.

### Distància de desconnexió de xoc petita
A mesura que augmenta el nombre de Mach del cos, també augmenta la densitat darrere d'una ona de xoc provocat pel cos, la qual cosa correspon a una disminució del volum darrere del xoc a causa de la conservació de la massa. En conseqüència, la distància entre el xoc de l'arc i el cos disminueix a majors nombres de Mach.

### Capa d'entropia
A mesura que augmenten els nombres de Mach, el canvi d'entropia a través del xoc també augmenta, la qual cosa resulta en un fort gradient d'entropia i un flux molt vortical que es barreja amb la capa límit.

### Interacció viscosa
Una part de la gran energia cinètica associada amb el flux en nombres Mach elevats es transforma en energia interna en el fluid a causa als efectes viscosos. L'augment de l'energia interna es realitza com un augment de la temperatura. Atès que el gradient de pressió normal al flux dins d'una capa límit és aproximadament zero per a nombres Mach hipersònics baixos a moderats, l'augment de temperatura a través de la capa límit coincideix amb una disminució de la densitat. Això fa que la part inferior de la capa límit s'expandeixi, de manera que la capa límit sobre el cos es torna més gruixuda i sovint es pot fusionar amb l'ona de xoc propera a la vora anterior del cos.

### Flux d'alta temperatura
Les altes temperatures degudes a una manifestació de dissipació viscosa provoquen propietats de flux químic sense equilibri, com ara l'excitació per vibració i la dissociació i ionització de les molècules que donen lloc a un flux de calor per convecció i radiació.

## Classificació dels règims Mach[4]
Tot i que "subsònic" i "supersònic" solen fer referència a velocitats per sota i per sobre de la velocitat del so local, els aerodinàmics solen utilitzar aquests termes per referir-se a determinats rangs de valors Mach. Això es produeix perquè hi ha un "règim transsònic" al voltant de M = 1 on ja no s'apliquen les aproximacions de les equacions de Navier-Stokes emprades per al disseny subsònic, en part pel fet que el flux localment excedeix M = 1, fins i tot quan el nombre Mach flux lliure
 està per sota d'aquest valor.
El "règim supersònic" normalment es refereix al conjunt de nombres Mach per als quals es pot utilitzar la teoria linealitzada; per exemple, quan el flux (de l'aire) no reacciona químicament i on es pot descuidar raonablement la transferència de calor entre l'aire i el vehicle en els càlculs.
En general, la NASA defineix "alta" hipersònica com qualsevol nombre Mach entre 10 i 25, i velocitats de reentrada com qualsevol cosa superior a Mach 25. Entre els avions que operen en aquest règim es troben el transbordador espacial i (teòricament) diversos avions espacials en desenvolupament.
A la taula següent, es fan referència als "règims" o "valors dels valors Mach" en lloc dels significats habituals de "subsònics" i "supersònics".
| Comparació dels règims             |           |               |             |                                                                          |
| Règim                              | Mach      | km/h          | m/s         | Característiques generals de l'avió                                      |
| ---------------------------------- | --------- | ------------- | ----------- | ------------------------------------------------------------------------ |
| Subsònic                           | <1,0      | <1.230        | <340        | Avions a hèlices i avions comercials a reacció                           |
| Transsònic                         | 0,8-1,2   | 980-1.475     | 270-410     | Angle de fletxa lleugerament positiu                                     |
| Supersònic                         | 1,0-5,0   | 1.230-6.150   | 340-1,710   | Vores més afilades;                                                      |
| Hipersònic                         | 5,0-10,0  | 6.150-12.300  | 1.710-3.415 | Revestiment de níquel-titani refredat; forma molt compacta, petites ales |
| Hipersònic «alt»                   | 10,0-25,0 | 12.300-30.740 | 3.415-8.465 | Teules tèrmiques en sílice.                                              |
| Velocitat de reentrada atmosfèrica | >25,0     | >30.740       | >8.465      | Escut tèrmic ablatiu, sense ales, forma de càpsula espacial              |

## Paràmetres de similitud
La categorització del flux de l'aire es basa en una sèrie de paràmetres de similitud, que permeten simplificar un nombre gairebé infinit de casos de prova en grups de similitud. Per al flux transsònic i compressible, els nombres de Mach i Reynolds només permeten una bona categorització de molts casos de flux.
Els fluxos hipersònics, però, requereixen altres paràmetres de similitud. En primer lloc, les equacions analítiques per a l'angle de xoc oblic es tornen gairebé independents del nombre de Mach en els nombres de Mach alts (~> 10). Tanmateix, els fluxos hipersònics, requereixen altres paràmetres de similitud. En segon lloc, la formació de forts xocs al voltant de cossos aerodinàmics significa que el nombre de Reynolds de corrent lliure és menys útil com a estimació del comportament de la capa límit sobre un cos (per bé que encara és important). Finalment, l'augment de la temperatura dels fluxos hipersònics fa que els efectes del gas real esdevinguin importants. Per aquest motiu, la investigació en hipersònics sovint es denomina aerotermodinàmica, més que aerodinàmica.
La introducció d'efectes reals de gas significa que calen més variables per descriure l'estat complet d'un gas. Mentre que un gas estacionari es pot descriure mitjançant tres variables (pressió, temperatura, índex adiabàtic) i un gas en moviment per quatre (velocitat del flux), un gas calent en equilibri químic també requereix equacions d'estat per als components químics del gas, i un gas en no-equilibri resol les equacions d'estat utilitzant el temps com una variable addicional. Això significa que per a un flux de no-equilibri, es pot requerir alguna cosa entre 10 i 100 variables per descriure l'estat del gas en un moment donat. A més, els fluxos hipersònics enrarits (normalment definits com aquells amb un nombre de Knudsen per sobre de 0,1) no segueixen les equacions de Navier-Stokes.
Els fluxos hipersònics es classifiquen típicament per la seva energia total, expressada com a entalpia total (MJ/kg), pressió total (kPa-MPa), pressió d'estancament (kPa-MPa), temperatura d'estancament (K) o velocitat de flux (km/s).
Wallace D. Hayes va desenvolupar un paràmetre de similitud, similar a la regla de l'àrea de Whitcomb, que va permetre comparar configuracions similars.

## Règims
El flux hipersònic es pot separar aproximadament en un nombre de règims. La selecció d'aquests règims és aproximada, a causa de la distorsió dels límits on es pot trobar un efecte particular.

### Gas perfecte
En aquest règim, el gas pot ser considerat com un gas ideal. El flux en aquest règim depèn del nombre de Mach. Les simulacions comencen a dependre de l'ús d'una paret a temperatura constant, en comptes de la paret adiabàtica normalment utilitzada a velocitats més baixes. La vora inferior d'aquesta regió és al voltant de Mach 5, on els ramjets es converteixen en ineficients, i el límit superior al voltant de Mach 10-12.

### Gas ideal a dues temperatures
Es tracta d'un subconjunt del règim de gas perfecte, on el gas es pot considerar químicament perfecte, però les temperatures de rotació i vibració del gas han de ser considerades per separat, donant lloc a dos models de temperatura. Vegeu, especialment, el modelatge de filtres supersònics, on la congelació per vibració és torna important.

### Gas dissociat
En aquest règim, els gasos diatòmics o poliatòmics (els gasos que es troben en la majoria de les atmosferes) comencen a dissociar-se a mesura que entren en contacte amb l'ona de xoc generada pel cos.
La catàlisi superficial té un paper en el càlcul de l'escalfament superficial, de manera que el tipus de material superficial també té un efecte sobre el flux. El límit inferior d'aquest règim és el primer punt en què qualsevol component d'una barreja de gasos comença primer a dissociar-se en el punt d'estancament d'un flux (que per al nitrogen és al voltant de 2000 K). En el límit superior d'aquest règim, els efectes de la ionització comencen a tenir un efecte sobre el flux.

### Gas ionitzat
En aquest règim la població d'electrons ionitzats del flux estancat es fa significativa i els electrons s'han de modelar per separat. Sovint la temperatura de l'electró es maneja per separat de la temperatura dels components gasosos restants. Aquesta regió es produeix a velocitats de flux de corrent lliure al voltant de 10–12 km/s. Els gasos en aquesta regió es modelen com a plasmes no radiants.

### Règim dominat per la radiació
Per sobre dels 12 km/s, la transferència de calor a un vehicle passa de ser dominada de manera conductiva a dominada per radiació. La modelització de gasos en aquest règim es divideix en dues classes:
1. Òpticament prima: on el gas no reabsorbeix la radiació emesa per altres parts del gas
2. Òpticament gruixuda: on la radiació ha de ser considerada una font d'energia separada.

La modelització de gasos òpticament gruixuts és extremadament difícil, ja que, a causa del càlcul de la radiació a cada punt, la càrrega de càlcul s'expandeix de manera exponencial a mesura que augmenta el nombre de punts considerats.

## Recerca
La recerca hipersònica estudia vols a velocitats on l'escalfament aerodinàmic es converteix en el veritable problema; el límit és Mach 5. Els experiments i, en particular, els túnels de vent corresponents tenen un paper important. També és important el coneixement de la mecànica de fluids.
Hi ha dues àrees de recerca principals:
- Els materials per als míssils hipersònics han de suportar temperatures de més de 1000 °C. Les propietats aerodinàmiques de l'aire canvien a aquestes temperatures i a altes velocitats.
- Accionaments per a míssils d'aquest tipus; en aquest cas són (a més de coets), en particular s'empren estatoreactors supersònics ((anglès) Scramjet).[7] L'aire és comprimit per la velocitat amb què es pressiona a la cambra de combustió. Les rodes de paletes, igual que amb altres motors, aquí són supèrflues.

Altres temes:
- Investigació de les entrades supersòniques: entrada al motor en maniobres de vol
- Estrès tèrmic dels components: disseny de radoms adaptats
- Estabilitat i control de vol
- Flux de processos esfèrics en control d'embranzida de cisallament

### Túnels de vent
Per a la investigació s'utilitzen túnels de vent hipersònics.
Un precursor va ser el túnel de vent supersònic de Peenemünde. A finals de 1944, es van iniciar els preparatius per a la construcció d'un túnel de vent hipersònic a Kochel, que ja no estava en marxa. Els plans es van implementar el 1957 com a "Túnel A" a Tullahoma, EUA.
El túnel de vent hipersònic alemany més potent actualment és el H2K del departament "Tecnologies hipersòniques i excessives" a l'"Institut de Aerodinàmica i Mecànica de Fluids" (AS-HYP) del DLR i es troba a Colònia.

## Projectes i míssils militars
A Alemanya a finals dels anys 30 del segle xx, Eugen Sänger i Irene Sänger-Bredt van presentar Silbervogel ("Bomba ocell"), el concepte d'un bombarder suborbital de 28 metres (Amerikabomber") "Bombarder d'America", que arribaria a una velocitat de 22.100 km/h. Després de la guerra, es va intentar, sota el nou nom antipodal bomber (bombarder antipodal), despertar interès als Estats Units.
El 1942, la frontera hipersònica es va creuar per primera vegada a Alemanya amb el coet V-2. Moltes de les preguntes fonamentals sobre la velocitat hipersònica eren, sense aquest nom ja emprat, ja processades a l'Institut d'Investigació de l'Exèrcit Peenemünde. També es va dissenyar el primer túnel de vent hipersònic.
A la dècada dels anys 60 del segle xx, els avions de prova estatunidencs North American X-15 van aconseguir la velocitat màxima de 7.274 km/h (Mach 6,72).

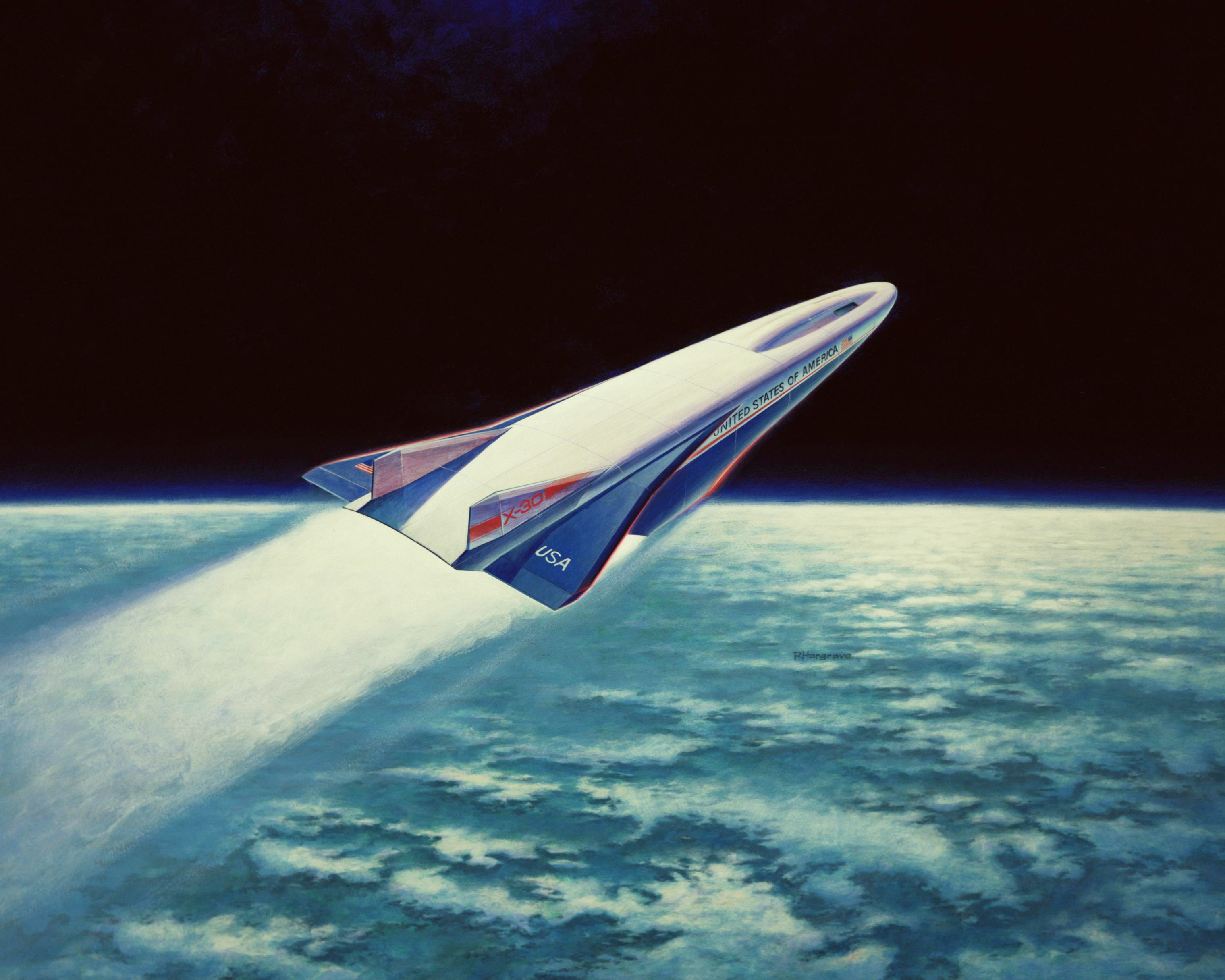
Dibuix d'un X-30 en l'alta atmosfera, 1990

La iniciativa militar SDI, anunciada oficialment pels EUA el 1983, va donar l'impuls als nous desenvolupaments:
- Amb el Rockwell X-30 va començar el 1982 als Estats Units els plans per a un transportador que respira aire, i en particular pel seu motor.
- A la Unió Soviètica el 1986 es va iniciar la planificació del bombarder hipersònic Tu-2000, que va finalitzar el 1992. Posteriorment, el projecte successor Tupolev PAK-DA va ser seguit a Rússia.
- El primer vol supersònic amb un motor estatoreactor es va fer amb el HFL Cholod al novembre de 1991 a Rússia.
- El 1996 es va adjudicar el projecte X-33 dels Estats Units, un successor de transbordador de prototip espacial sense protecció no tripulat; es va acabar el 2001.
- Al final dels anys 90 del segle xx, el Lawrence Livermore National Laboratory va desenvolupar el concepte HyperSoar d'un avió de reconeixement i combat.
- El 2004, els avions experimentals no tripulats Boeing X-43A van aconseguir fins a 9,6 vegades la velocitat del so.
- Els vols d'assaig sense èxit de l'any 2010/11 es van realitzar amb el Falcon HTV-2, que hauria d'arribar fins i tot al Mach 20.

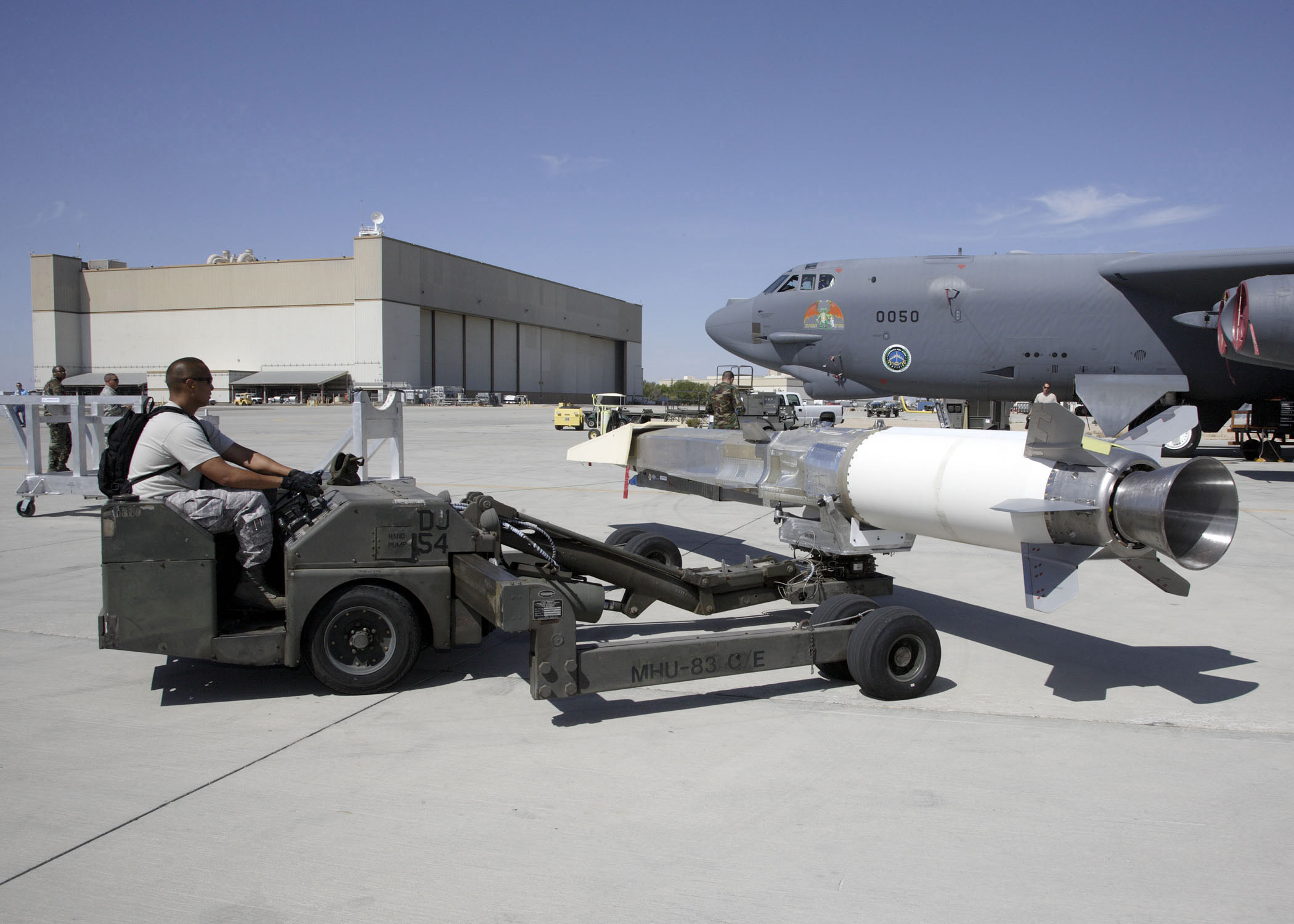
X-51 davant d'un B-52, 2009

Al maig de 2010, la Força Aèria dels Estats Units va completar per primera vegada un vol de prova amb èxit amb un míssil hipersònic. El Boeing X-51A va volar durant uns 200 segons, arribant a Mach 5. De forma prèvia, a ser desactivada per un bombarder B-52. En el seu quart vol de prova l'1 de maig de 2013, després de dues fallades, va aconseguir una velocitat de Mach 5,1 i va volar uns 426 quilòmetres en poc més de sis minuts.
Altres països també estan investigant:
- A França, el programa de vols LEA va funcionar fins al 2015.[15] El míssil supersònic de creuer ASMPA (Air-Sol Moyenne Portée-Amélioré), que funciona des del 2009 i transporta dispositius explosius nuclears i pot arribar a assolir el Mach 3, serà substituït per l'hipersònic ASN4G (air-sol nucléaire 4tmegénération) a partir del 2035[16]
- Des de 2005, l'Índia ha estat treballant en el HSTDV (Hypersonic Test Demonstration Vehicle HSTDV), que serà muntat en un coet Agni com a segona etapa.[17] La cooperació entre míssils de creuer indi-rus BrahMos es desenvoluparà encara més en una versió hipersònica, BrahMos 2, amb una velocitat al voltant de Mach 8 i un abast de més de 400 km.

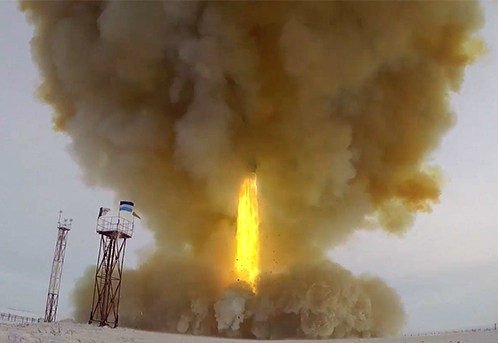
Inici d'un Awangard, Dombarowski, 2018

- A principis de 2014, es va anunciar la prova del míssil xinès DF-ZF, en què es va aconseguir una velocitat de Mach 10, que és el primer míssil hipersònic de la Xina.[18][19][20]
- Rússia va presentar tres armes hipersòniques russes el 2018:
  - El míssil guiat antivaixell basat en vaixells SS-N-33 Zirkon, que pot arribar a Mach 8.
  - El míssil aire-terra o aire-vaixell Ch-47M2 Kinschal, que pot arribar a Mach 10.
  - El planador hipersònic Awangard, que pot arribar a Mach 27 (més de 33.000 km/h).

Els avenços en tecnologia hipersònica aviat podrien permetre atacs mundials en qüestió de minuts. Això reduiria de forma dràstica el temps de resposta, aclapararia la majoria dels sistemes de defensa de míssils actuals i desencadenaria una carrera armamentística contra míssils i míssils hipersònics. Xina, Rússia i els Estats Units estan entre els estats líders.

## Projectes de vols intercontinentals ràpids (civils)
Després que el concepte de Concorde fallés a causa del soroll, el consum de combustible i la falta de seguretat, encara hi ha necessitat de desplaçaments intercontinentals ràpids. Els fabricants treballen amb motors que ofereixen prou força amb menys combustible i minimitzen les ones de xoc conegudes com a explosió supersònica. En la majoria dels casos, es proposen avions supersònics. Però també hi ha conceptes per a avions hipersònics. Tanmateix, a causa de la poca experiència amb avions hipersònics, se suposa que tenen un període de desenvolupament teòric molt més llarg (almenys 20 anys).
La Jaxa explora sota el nom de 'Hypersonic Passenger Aircraft (Aeronaus de passatgers hipersònics), en un avió que podria assolir el Mach 5 i, per tant, de París a Tòquio volaria en tres hores.
L'Agència Espacial Europea ESA coordina el projecte LAPCAT per a un avió de línia hipersònic europeu (Motors de reacció A2). En els anys 2013-15 el projecte HIKARI es va executar sobre el mateix tema.
L'Agència espacial alemanya es van explorar preguntes similars el 2012 com a part de l'estudi Fast20XX (Future High-Altitude High-Speed Transport). Els resultats van sorgir en el disseny dels "SpaceLiners" del DLR per a 50 passatgers.
Des del 2016, un grup internacional de recerca a Austràlia ha estat provant les tecnologies bàsiques dels vols hipersònics com a part del programa HiFiRE.
El 2018, l'Acadèmia Xinesa de les Ciències va presentar un estudi sobre un avió ("I"), que arribaria a Mach 7.
La companyia nord-americana Boeing va introduir el 2018 el concepte d'avió per a 150 passatgers, que a 6.200 km/h (Mach 5) a 27.000 m d'altitud, la ruta de Londres a Nova York hauria de fer front en 2 hores.